# Plasnica
Plasnica (en macédonien : Пласница ; en turc : Plasnitsa) est une commune de l'ouest de la Macédoine du Nord. Elle comptait 4 222 habitants en 2021 et s'étend sur 54,44 km2. Elle compte une population majoritairement turque.
Son territoire est limitrophe de ceux des communes de Kičevo, Kruševo, Makedonski Brod et Vraneštica.
La commune compte plusieurs villages en plus de son siège administratif, Plasnica : Dvortsi, Lisitchani et Preglovo.

## Démographie
Lors du recensement de 2002, la commune comptait :
- Turcs* : 4 446 (97,82 %)
- Albanais : 20 (0,44 %)
- Macédoniens : 34 (0,75 %)
- Autres : 45 (0,99 %)

Dans la commune il y a des Macédoniens musulmans qui se sont identifiés comme des Turcs, pour diverses raisons politiques.*